# Daily Telegraph Building
Le Daily Telegraph Building, également connu sous le nom de Peterborough House, est un immeuble de bureaux Art déco aux décorations égyptiennes et à la façade monumentale en colonnade, situé au 135-141 Fleet Street, dans la City, à Londres. 

## Histoire et description
Le bâtiment a été conçu par Charles Ernest Elcock, et a ouvert en 1928 . C'était à l'origine le siège du journal britannique The Daily Telegraph, avant que la société ne déménage dans les années 1980 à la suite du conflit Wapping. L'édifice est maintenant occupé par la banque d'investissement Goldman Sachs. 
Le bâtiment a six étages de haut et sept fenêtres en largeur, et est construit en pierre de Portland. Il y a une grande horloge suspendue au-dessus du niveau de la rue. Le bâtiment est classé Grade II depuis 1983. 
Début juin 2019, des spéculations ont surgi sur la société WeWork qui envisageait d'acheter l'immeuble appartenant à la famille royale du Qatar, après que Goldman Sachs l'aura quitté, d'ici la fin de l'année.